# Audrey Aleen Allen
Audrey Aleen Allen (Edina, Minnesota, 8 de abril de 1991), también conocida como Audrey Andelise, es una modelo y presentadora estadounidense que ha protagonizado el póster central de la revista Playboy.

## Biografía
Nació en Edina, Minnesota, en el seno de una pequeña familia compuesta por su madre y dos hermanas menores. Una de ellas, Anna Karina Allen, ha aparecido en dos secciones como Amateur en Playboy bajo el nombre de Anna Andelise.
Audrey desde muy pequeña siempre ha querido estar en los póster de Playboy y se dio a conocer a una de su más grandes inspiraciones, Sara Jean Underwood, con la cual según ella indica que ha cambiado su vida.
También desde joven ha trabajado en un pizzería local de Edina durante el año 2010 y también por otra parte como vendedora de discos hasta el 2011. A partir de noviembre de 2012 se ha presentado a dos castings de modelaje, bajo la categoría Amateur, apodándose Andelise como apellido. Fue fotografiada por Jared Ryder y luego de 6 meses fue elegida como la Playmate del Mes en junio. Luego fue fotografiada por Sasha Eisenman, convirtiéndose en una de las más joven modelos de Playboy de la década de 2010.